# Алфред Финбоясон
Алфред Финбоясон (на исландски: Alfreð Finnbogason), роден на 1 февруари 1989 г., е бивш исландски професионален футболист, нападател.

## Клубна кариера
Финбогасон започва да тренира футбол в отбора на родния си град – Гриндавик. След това за две години, между 1999 и 2001, тренира в Шотландия.

### Брейдабилк
Първият му професионален отбор е Брейдаблик, с който подписва през 2005 г. През сезон 2009 отбелязва 13 гола в 18 мача, и е избран за играч на сезона, а отборът става шампион за пръв път в своята история. През сезон 2010 г. отново става голмайстор на отбора с 14 гола, като записва първо участие в Лига Европа.

### Локерен
На 3 ноември 2010 г. ръководството на Брейдаблик потвърждава, че офертата на белгийския Локерен е била приета, и Финбогасон подписав 2-годишен договор на 20 ноември 2010 г.

### Хелсингборг
На 6 март 2012 г. преминава под наем в тогавашния шведски шампион Хелсингборс.
В квалификациите за Шампионската лига 2012/13 отбелязва 1 гол прави 5 асистенции за победата с общ резултат 6–1 срещу полския шампион Шльонск Вроцлав. Изиграва общо 17 мача, в които вкарва 12 гола.

### Хееренвеен
На 16 август 2012 г. е трансфериран в холандския Хееренвеен. През дебютния си сезон отбелязва 24 гола. За целия си 2-годишен престой в клуба изиграва 65 мача, в които отбелязва 53 гола.

### Реал Сосиедад
На 2 юли 2014 г. е трансфериран в играещия в Примера дивисион Реал Сосиедад за сумата от €7.5 милиона евро. Месец по-късно прави дебюта си при победата с 2–0 над Абърдийн в Лига Европа. През първия си сезон играе в 23 мача, в които отбелязва 2 гола.

### Олимпиакос
Олимпиакос прави първия си опит да привлече исландеца през лятото на 2014 г., но не стига до споразумение с Хееренвеен. На 26 юли 2015 г. Олимпиакос официално обявява привличането на Алфред Финбогасон. Първия си гол за гръцкия отбор вкарва в приятелски мач срещу Бешикташ на 9 август 2015 г. На 29 септември 2015 г. отбелязва един от головете за победата на своя отбор с 3–2 като гост на Арсенал, което е първата победа на отбора на английска земя.

### Аугсбург
На 1 февруари 2016 г. преминава в немския Аугсубрг, отново под наем.

## Национален отбор
Има записани 11 мача за младежкия национален отбор.
Дебюта си първия отбор прави през 2010 г., влизайки като резерва в мач срещу Фарьорските острови. Първия си гол за националния отбор отбелязва при загуба с 3–2 при гостуване на Израел.
На 10 май 2016 г. излиза официалният състав на Исландия за Евро 2016, като Финбогасон е част от отбора.

## Трофеи

### Брейдаблик
- Купа на Исландия (1): 2009